# Personalausweis (Luxemburg)

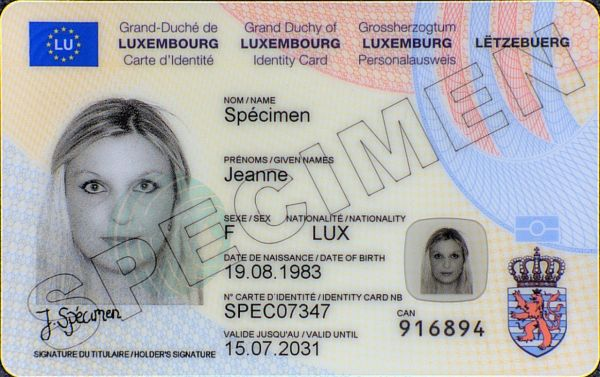
Vorderseite

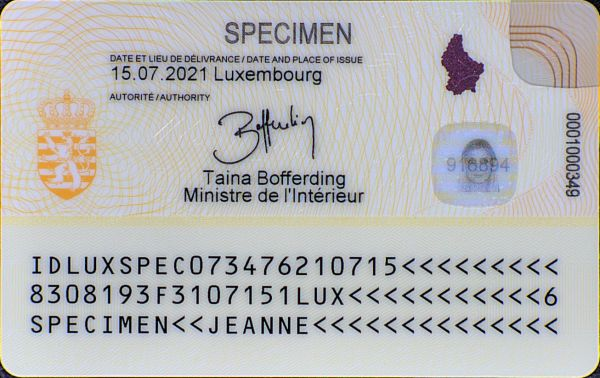
Rückseite

Der luxemburgische Personalausweis wird luxemburgischen Staatsbürgern ausgestellt. Es dient als Identitäts- und Staatsangehörigkeitsnachweis und ist für alle Staatsbürger, die im Großherzogtum Luxemburg leben und über 15 Jahre alt sind, obligatorisch.
Seit dem 1. Juli 2014 wird der Personalausweis im Kreditkartenformat ID-1 ausgestellt. Am 2. August 2021 begann Luxemburg mit der Ausstellung neuer biometrischer Personalausweise, die den neuen EU-Standards entsprechen. Sie sind mit einem elektronischen Chip ausgestattet, der den höchsten internationalen Sicherheitsstandards für Reisedokumente entspricht. Ältere Personalausweise bleiben bis zu ihrem Ablauf gültig.

## Reisedokument
Die Identitätskarte genügt für Reisen in ganz Europa (außer Russland, Ukraine, Belarus und dem Vereinigten Königreich) und auch in Französischen Überseegebieten, Georgien, Montserrat (bis max. 14 Tage), der Türkei und bis 31.12.24 (ausreise) bei organisierten Pauschalreisen nach Tunesien als Reisedokument und Ausweis.

## Kosten und Gültigkeit
Die Identitätskarte kostet:
- 14 Euro bei Personen, die älter als 15 Jahre sind;
- 10 Euro bei Kindern und Jugendlichen im Alter zwischen 4 und 15 Jahren;
- 5 Euro bei Kindern unter 4 Jahren.

Bei Antragsstellung bei einer luxemburgischen Botschaft/Vertretung: Es wird ein Aufpreis von 20 EUR erhoben.
- 34 Euro bei Personen, die älter als 15 Jahre sind;
- 30 Euro bei Kindern und Jugendlichen im Alter zwischen 4 und 15 Jahren;
- 25 Euro bei Kindern unter 4 Jahren.

Die Gebühr kann bei MyGuichet.lu, per Überweisung oder Einzahlung, mit Payconiq oder per Zahlungskarte bei der Bürgerberatungsstelle von Guichet.lu beglichen werden.
Die Gültigkeitsdauer des Personalausweises hängt vom Alter des Inhabers ab:
- bei Personen ab 15 Jahren: Der Ausweis ist 10 Jahre lang gültig;
- bei Kindern und Jugendlichen im Alter zwischen 4 und 15 Jahren: Der Ausweis ist 5 Jahre lang gültig;
- bei Kindern unter 4 Jahren: Der Ausweis ist 2 Jahre lang gültig.

## Angaben auf der Identitätskarte
Die Überschriften sind in Französisch und Englisch.

### Auf der Vorderseite
- Kopfzeile mit EU-Flagge auf Französisch, Englisch, Deutsch und Luxemburgisch
- Foto (schwarz-weiß)
- Nachname
- Vornamen
- Geschlecht
- Staatsangehörigkeit
- Geburtsdatum
- Personalausweisnummer
- Gültigkeit
- Unterschrift
- Zugangsnummer (Card Access Number, CAN)

### Auf der Rückseite
- Datum und Ort der Ausstellung
- Unterschrift der Behörde
- Miniaturansicht des Fotos
- Maschinenlesbare Zeilen